# ميهو يوشيكاوا
ميهو يوشيكاوا (باليابانية: 吉川美穂؛ بالكانا: よしかわみほ) هي دراجة يابانية، ولدت في 15 يناير 1993.

## وصلات خارجية
- ميهو يوشيكاوا على موقع الاتحاد الدولي للدراجات (الإنجليزية)
- ميهو يوشيكاوا على موقع أرشيف الدراجات (الإنجليزية)
- ميهو يوشيكاوا على موقع إحصائيات الدراجات الإحترافية (الإنجليزية)
- ميهو يوشيكاوا على موقع نسبة الدراجات (الإنجليزية)
- ميهو يوشيكاوا على موقع CycleBase (الإنجليزية)